# Pardais
Pardais ist eine Gemeinde (Freguesia) im portugiesischen Kreis Vila Viçosa. In ihr leben 457 Einwohner (Stand 19. April 2021).